# Darren Daulton
Darren Arthur Daulton (Arkansas City, 3 gennaio 1962 – Clearwater, 6 agosto 2017) è stato un giocatore di baseball statunitense.
Era soprannominato Dutch.

## Carriera

### Inizi e Minor League (MiLB)
Dopo aver terminato gli studi all'Arkansas City High School nella sua città natale, Daulton venne selezionato nel 25º turno del draft MLB 1980 dai Philadelphia Phillies.

### Major League (MLB)
Daulton debuttò nella MLB il 25 settembre 1983, al Busch Memorial Stadium di Saint Louis contro i St. Louis Cardinals.
Il 21 luglio 1997, i Phillies scambiarono Daulton con i Florida Marlins per Billy McMillon. Pochi mesi dopo i Marlins conquistarono le prime World Series, Daulton divenne campione e annunciò il ritiro dal baseball professionistico.

## Premi e riconoscimenti

### Club
- World Series: 1

Florida Marlins: 1997

### Individuale
- MLB All-Star: 3

1992, 1993, 1995
- Silver Slugger Award: 1

1997
- Capoclassifica della National League in punti battuti a casa: 1

1992